# София Магдалена Бранденбург-Кульмбахская
София Магдалена Бранденбург-Кульмбахская (нем. Sophie Magdalene von Brandenburg-Kulmbach; 28 ноября 1700, Schönberg, Баварский округ — 27 мая 1770, Кристиансборг, Копенгаген) — принцесса из династии Гогенцоллернов, королева Дании и Норвегии в 1730—1746 годах.

## Биография
София Магдалена принадлежала к побочной линии Кульмбах-Байрейтской ветви младшей франкской линии Гогенцоллернов. Родилась в семье Кристиана Генриха Бранденбург-Кульмбахского и его супруги графини Софии Кристианы фон Вольфштейн. По материнской линии принцесса приходилась родственницей Николаю Людвигу Цинцендорфу и воспитывалась в строгих пиетистских традициях.
7 августа 1721 года в замке Преч принцесса София Магдалена сочеталась браком с Кристианом VI, унаследовавшим в 1730 году датский престол после смерти отца короля Фредерика IV. 6 июня 1731 года состоялась церемония коронации Софии Магдалены в королевы Дании.
Королева София Магдалена совсем не пользовалась популярностью в стране, её описывали высокомерной гордячкой и транжирой, которая держала мужа практически под полным контролем. При дворе использовался немецкий язык и популяризировалась немецкая культура. София Магдалена так никогда и не выучила датский язык и однажды заявила, что датский язык вызывает у неё изжогу. Своего сына, увлечённого датским языком и датской культурой, она презрительно называла «датским принцем». София Магдалена вместе с супругом погрузились в религию и исповедовали пиетизм, закрывшись от двора и общественности.
Для Софии Магдалены была изготовлена новая корона, носить корону ненавистной королевы Анны Софии она отказалась. Для своей стремившейся к роскоши супруги Кристиан VI построил дворцы Кристиансборг, Фридрихсру, Хёрсхольм и Софиенберг, получивший имя королевы. С разрешения мужа ею был учреждён к годовщине их брака орден Идеального союза. София Магдалена оказывала значительное влияние на общественную жизнь Дании даже во времена правления сына. Своим смещением с должности ей обязан гофмаршал Адам Готлоб фон Мольтке.
После смерти дочери Луизы София Магдалена способствовала браку зятя Эрнста Фридриха со своей племянницей Кристианой Шарлоттой Бранденбург-Кульмбахской. Она в целом поддерживала тесные связи со своей семьёй и перевезла в Данию свою мать и сестру Софию Каролину Ост-Фрисландскую. Расходы на поддержание этих семейных связей легли тяжким бременем на бюджет Дании. Став вдовой, королева проживала преимущественно во дворце Хёрсхольм. Похоронена в соборе Роскилле.

## Потомки
В браке с королём Дании Кристианом VI у Софии Магдалены родилось трое детей:
- Фредерик V (1723—1766), король Дании, женат на принцессе Луизе Великобританской (1724—1751), затем на принцессе Юлиане Брауншвейг-Вольфенбюттельской (1729—1796)
- Луиза (1724—1724)
- Луиза (1726—1756), замужем за герцогом Эрнстом Фридрихом III Саксен-Гильдбурггаузенским (1727—1780)